# 龙泉寺 (余姚)
余姚龙泉寺位于中国浙江省宁波余姚市城区龙泉山南麓，依山势而建，南临姚江，始建于东晋咸康二年（336），唐咸通二年（861）赐今额，建筑屡建屡废，今尚存清光绪元年（1875）所重建的正殿（大雄宝殿）以及西配殿、观音阁，山门、前殿等为近年所建。正殿五间，歇山顶，明间为抬梁式，次间、稍间为抬梁和穿斗相结合，明间脊檩枋下题有“大清光绪元年岁在旃蒙大渊献黄钟月比丘尼功顺募化重建”字样，西配殿三间两层，硬山顶，观音阁五间两层，硬山顶，现改装较多。寺额三字作欧体，有传即欧阳询所书。